# I Pagliacci (film fra 1915)
I Pagliacci er en italiensk stumfilm fra 1915 af Francesco Bertolini.
Filmen er baseret på Ruggiero Leoncavallos opera fra 1892 Pagliacci (på dansk Bajadser).

## Medvirkende
- Bianca Virginia Camagni.
- Paolo Colaci.
- Giulia Costa.
- Annibale Ninchi.
- Achille Vitti.